# Roger Gale
Sir Roger James Gale, född 20 augusti 1943 i Poole i Dorset, är en brittisk konservativ politiker. Han är ledamot av underhuset för North Thanet sedan 1983.